# Marshall Rogers
Marshall Lee Rogers (27 de agosto de 1953, San Luuis, Misuri - 15 de junio de 2011, Berkeley, Misuri) fue un jugador de baloncesto estadounidense que jugó una temporada en la NBA. Con 1,88 metros de estatura, lo hacía en la posición de escolta.

## Trayectoria deportiva

### Universidad
Tras jugar durante dos temporadas con los Jayhawks de la Universidad de Kansas, fue transferido a los Broncs de la Universidad de Texas Pan-American, promediando en total 19,8 puntos y 4,0 rebotes por partido. En su última temporada fue el máximo anotador de toda la División I de la NCAA, promediando 36,8 puntos por partido, la decimocuarta mejor marca alcanzada jamás en toda la historia del baloncesto universitario estadounidense.

### Profesional
Fue elegido en la trigésimo cuarta posición del Draft de la NBA de 1976 por Golden State Warriors. donde jugó una temporada, disputando 26 partidos en los que promedió 3,8 puntos.
Tras ser despedido, hizo la pretemporada de 1978 con San Antonio Spurs, pero fue cortado antes del inicio de la competición, retirándose definitivamente.

## Estadísticas de su carrera en la NBA

### Temporada regular
| Temporada | Edad | Equipo                | Liga | P  | TIT | MIN | TC  | TCA | %TC  | 3P | 3PA | %3P | TL  | TLA | %TL  | R.OF. | R.DEF. | REB | ASIS | ROB | TAP | PER | FP  | PTS |
| 1976-77   | 23   | Golden State Warriors | NBA  | 26 |     | 6.8 | 1.7 | 4.5 | .371 |    |     |     | 0.5 | 0.6 | .933 | 0.2   | 0.2    | 0.4 | 0.4  | 0.3 | 0.1 |     | 1.3 | 3.8 |
| Total     |      |                       | NBA  | 26 |     | 6.8 | 1.7 | 4.5 | .371 |    |     |     | 0.5 | 0.6 | .933 | 0.2   | 0.2    | 0.4 | 0.4  | 0.3 | 0.1 |     | 1.3 | 3.8 |

### Playoffs
| Temporada | Edad | Equipo                | Liga | P | MIN | TCA | TC | 3PA | 3P | TLA | TL | R.OF. | REB | ASIS | ROB | TAP | PER | FP | PTS | %TC  | %3P | %FT   | MIN | PTS | REB | AST |
| 1976-77   | 23   | Golden State Warriors | NBA  | 1 | 3   | 0   | 2  |     |    | 2   | 2  | 0     | 1   | 0    | 0   | 0   |     | 0  | 2   | .000 |     | 1.000 | 3.0 | 2.0 | 1.0 | 0.0 |
| Total     |      |                       | NBA  | 1 | 3   | 0   | 2  |     |    | 2   | 2  | 0     | 1   | 0    | 0   | 0   |     | 0  | 2   | .000 |     | 1.000 | 3.0 | 2.0 | 1.0 | 0.0 |